# Lotier corniculé
Lotus corniculatus
Espèce
Classification phylogénétique
Statut de conservation UICN

 LC  : Préoccupation mineure
 Europe, France 
Le Lotier corniculé (Lotus corniculatus L.) est une espèce de plantes à fleurs de la famille des Fabaceae C'est une plante herbacée vivace couramment cultivée comme plante fourragère.

## Dénomination
Lotier vient de lotos, un mot qui désignait plusieurs plantes chez les Anciens Grecs, dont le lotier corniculé. Corniculé vient de cornu qui signifiait corne, une allusion aux gousses de la plante qui ressemblent à de petites cornes. Le lotier est communément connu sous les noms vernaculaires de pied de poule, pois joli, sabot de la mariée, sabot du petit Jésus, trèfle cornu, cornette, fourcette, pantoufle, pantoufle du petit Jésus, petit sabot..., en référence à sa carène (les deux pétales ventraux) en forme de sabot,.

## Description

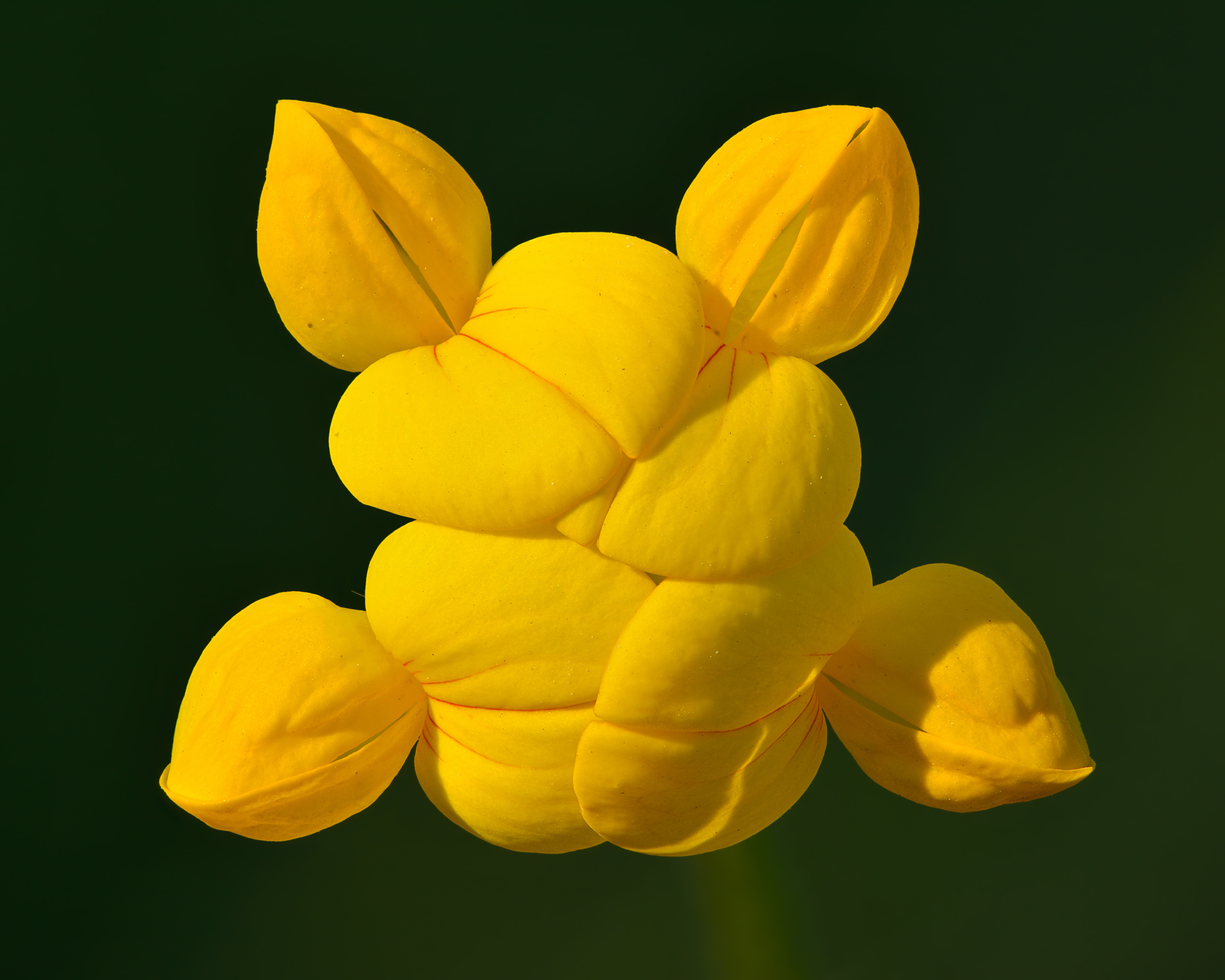
Inflorescence.

### Appareil végétatif
C'est une plante basse qui mesure de 5 à 30 cm, pouvant atteindre 50 cm lorsqu'elle est soutenue par d'autres plantes. Sa vigoureuse racine pivotante peut atteindre 1 m de long. Les tiges généralement glabres sont anguleuses, pleines ou à peine creuses (ce qui permet de distinguer cette espèce d'un autre Lotier très commun, le Lotier des marais), et possèdent suivant les plantes tous les types de port : couché, demi-dressé et le plus souvent dressé. Les feuilles en disposition alterne sont composées de trois folioles obovales à cunéiformes, munies à la base de deux stipules ayant sensiblement la forme et les dimensions de folioles (d'où certains guides qui décrivent des feuilles à cinq folioles), ce qui permet d'éviter de la confondre avec Hippocrepis comosa avec une fleur similaire mais une feuille à au moins neuf folioles.

### Appareil reproducteur
L'inflorescence est constituée par une ombelle à pédoncule axillaire long de 2 à 5 cm groupant de une à neuf fleurs hermaphrodites et est pourvue à la base de trois petites bractées. Chaque fleur possède une structure
typique de papillionnacée. Elle comprend un calice en cloche à cinq dents triangulaires, une corolle jaune de 15 mm de long, souvent veinée de rouge, une colonne constituée de dix étamines et d'un pistil. La période de floraison s'étend de mai à septembre. Le fruit est une gousse à dissémination : barochore.

## Habitat et répartition
Espèce hygrophile et neutrocalcicole, elle recherche des substrats alluvionnaires ou argileux riches en nutriments, d'où son habitat type : pelouses basophiles médioeuropéennes occidentales, mésohydriques, vases exondées, friches herbacées et jachères à engorgement hivernal, ballastières.
- Originaire d'Eurasie méridionale, elle a une répartition cosmopolite[5] ; en Amérique du Nord, elle s'est échappée des cultures et colonise maintenant les lieux ouverts[réf. souhaitée].

## Sous-espèces
- Lotus corniculatus subsp afghanicus Chrtkova
- Lotus corniculatus subsp alpinus
- Lotus corniculatus subsp corniculatus Linné
- Lotus corniculatus subsp delortii
- Lotus corniculatus subsp frondosus Freyn
- Lotus corniculatus subsp fruticosus Chrtkova
- Lotus corniculatus subsp preslii
- Lotus corniculatus subsp valdepilosus

## Usages

### Utilisation économique
C'est une plante fourragère cultivée qui entre dans la composition des mélanges de semences pour prairies mixtes graminées-légumineuses et plus particulièrement pour les prairies de longue durée à flores complexes comme seconde légumineuse. Toutefois, en terrain humide, on choisit plutôt le lotier des marais.

#### Variétés cultivées
Près de 30 variétés sont inscrites au catalogue européen des espèces et variétés dont 12 sont au catalogue français telles que : Altus, Cruz del sur, Franco, Gran San Gabriele, Lotar, Norton...

### Plante auxiliaire[7]
Elle possède  un puissant pouvoir structurant sur le sol, en plus d’une bonne production de biomasse et d'un enrichissement du sol en azote, ce qui en fait un engrais vert intéressant.

### Utilisation médicale
Autrefois, on utilisait le lotier corniculé comme calmant ou somnifère. La posologie était de 1 c. à thé de fleurs séchées par tasse, 3 tasses par jour. Ces vertus anxiolytiques et sédatives sont liées à la présence d'acide cyanhydrique, toxique pour l'homme et même mortel à haute dose (15 tasses d'infusion par jour). La dose thérapeutique utilisée autrefois pouvait être mortelle lorsque prise durant une longue période. Quelques auteurs ont avancé l'idée que le lotier corniculé était la fleur des Lotophages dont Homère décrit les effets amnésiants sur les compagnons d'Ulysse. Toutefois, sur ce sujet, l'hypothèse la plus admise est plutôt celle du jujubier sauvage.

## Lotus corniculatusvar.japonicus
Lotus corniculatus var. japonicus (synonyme Lotus japonicus) est une variété de lotier corniculé devenue une plante modèle pour les études du génome des légumineuses, en particulier en ce qui concerne la symbiose mycorhizienne à arbuscules et à rhizobium ou la fixation symbiotique de l’azote. La petite taille et la simplicité (environ 470 Mb) de son génome, diploïde avec six chromosomes haploïdes, et un cycle de vie court (environ deux à trois mois) en font une plante facile à étudier.
Lotus corniculatus var. japonica possède plusieurs caractéristiques similaires à celles de Medicago truncatula, mais les deux espèces sont phylogénétiquement différentes et présentent deux systèmes différents pour le développement de leurs nodosités.
En réponse à une infection bactérienne, le Lotus japonicus contrôle l’extension de ses nodules, ce qui permet le développement de ses racines. Des mutations modifient l’architecture de ces racines en inhibant leur croissance, en diminuant leur diamètre et en stimulant la croissance de racines latérales. Ainsi est défini un nouveau lotus. 

## Intérêt entomologique

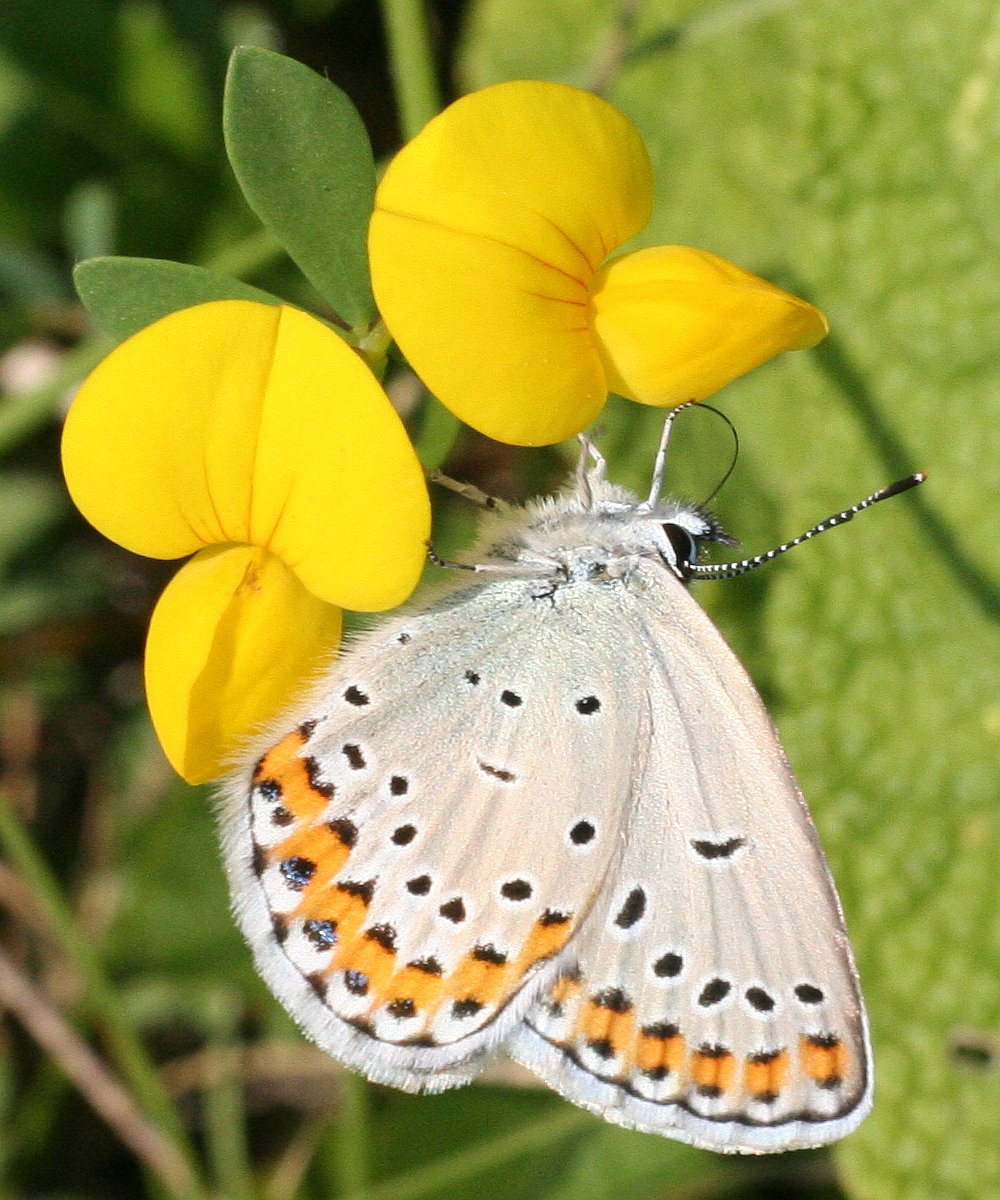
Azuré des coronilles femelle sur lotier.

Ses petites feuilles nourrissent les chenilles de douze espèces de papillons, dont quatre azurés parmi lesquels certains sont menacés.  Il est mellifère et butiné par les abeilles et autres insectes. Sa présence est donc utile à la préservation de cette diversité entomologique.

## Photos

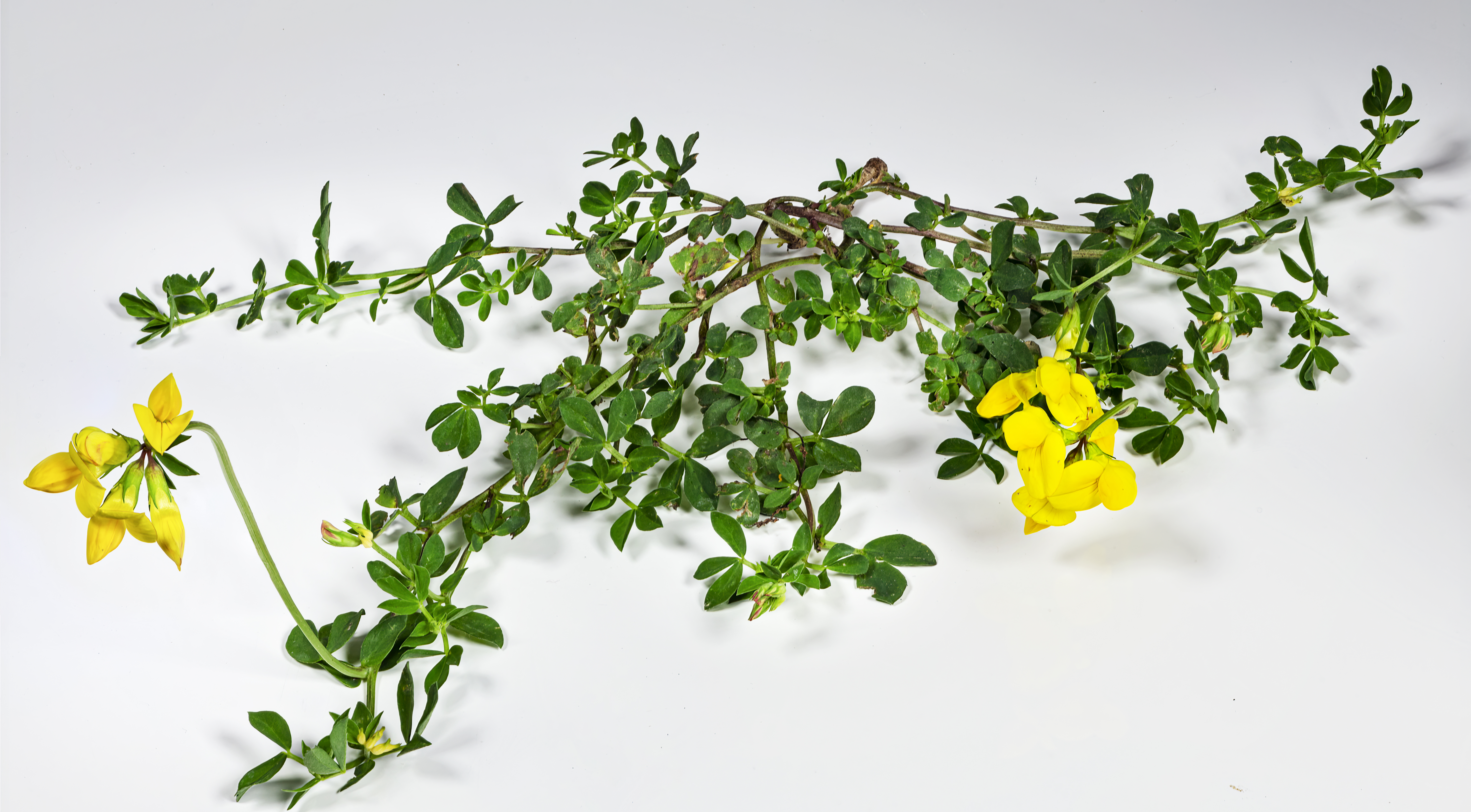
Habitus rampant
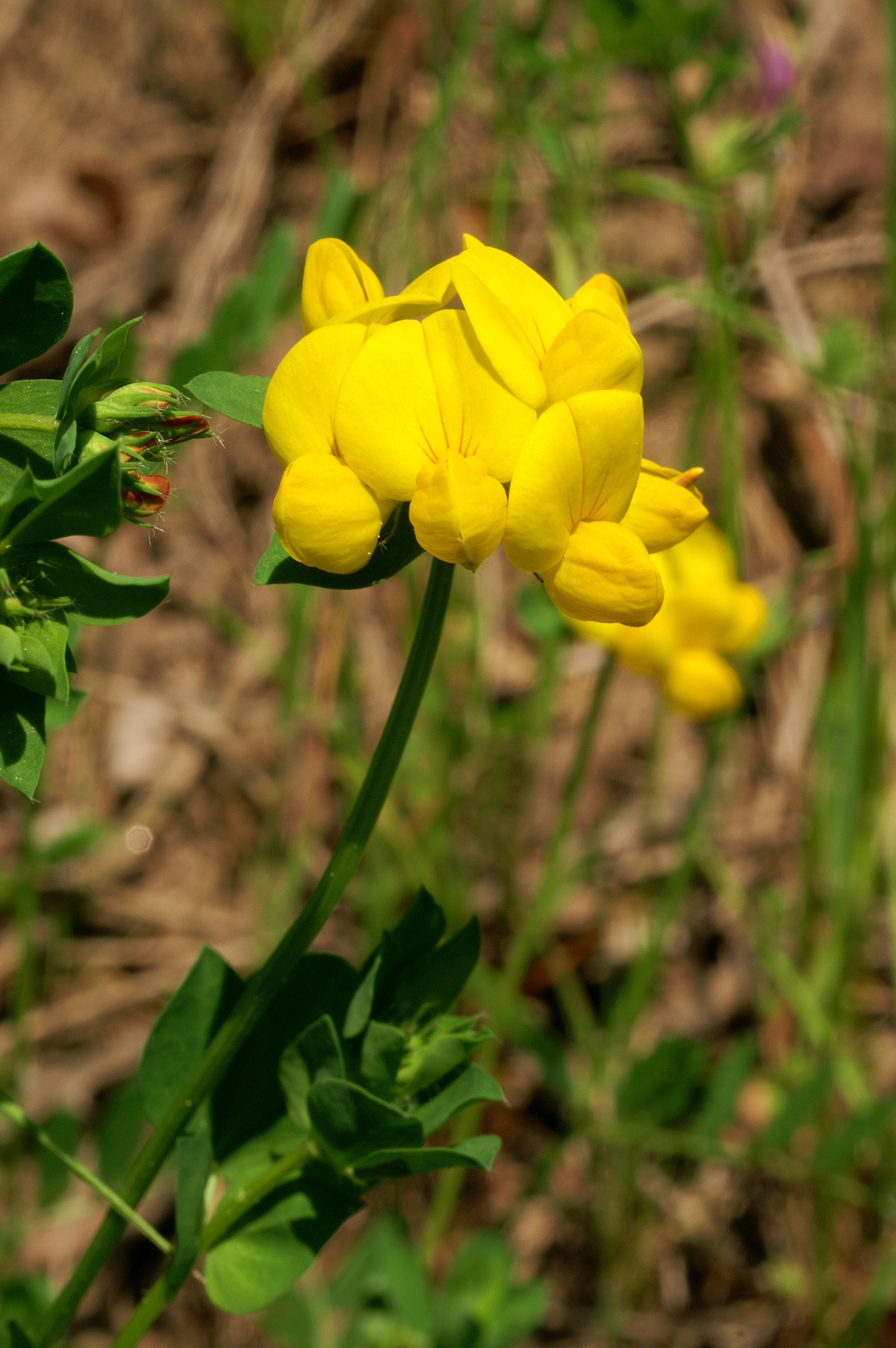
Fleurs
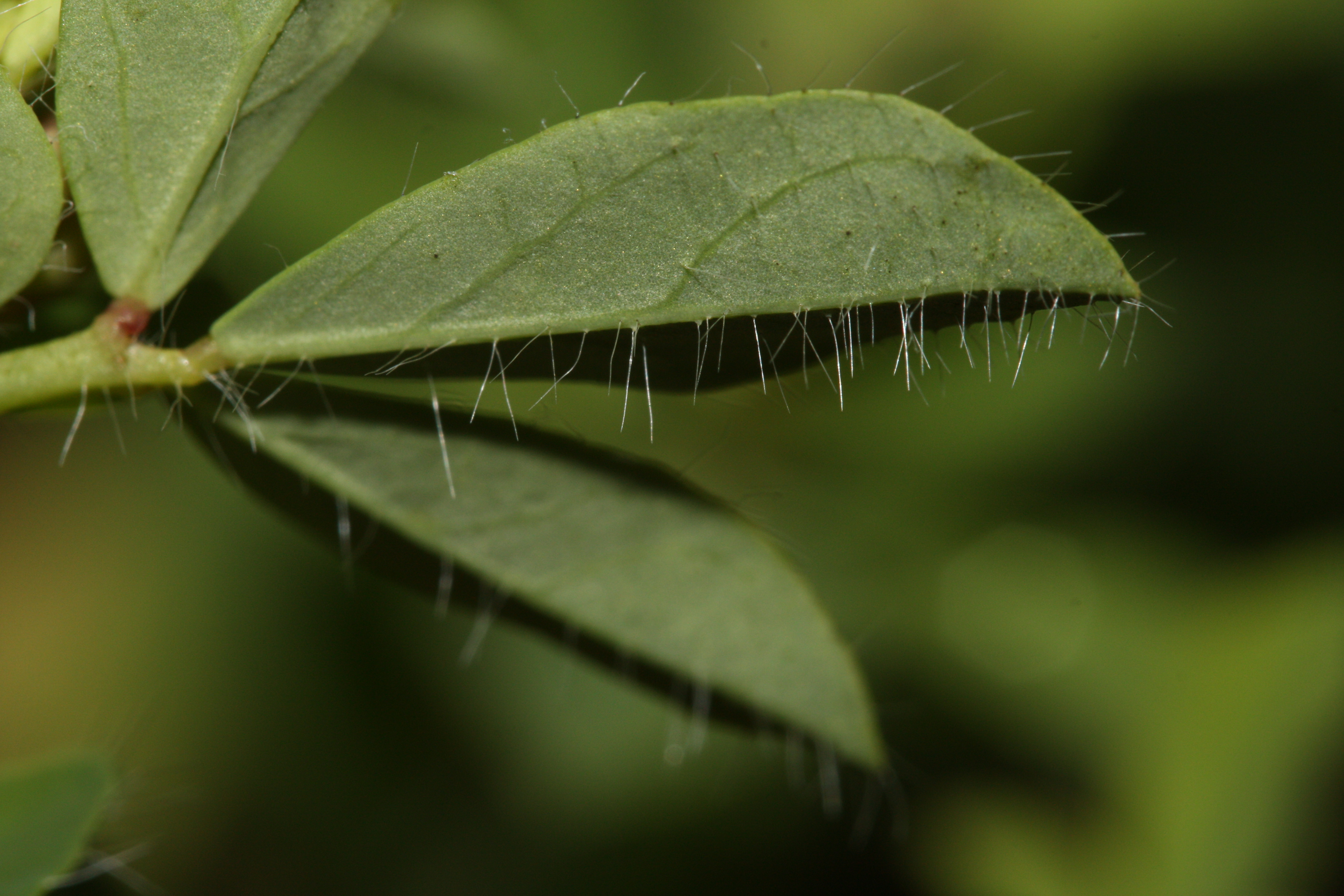
Pilosité de la face inférieure de la feuille
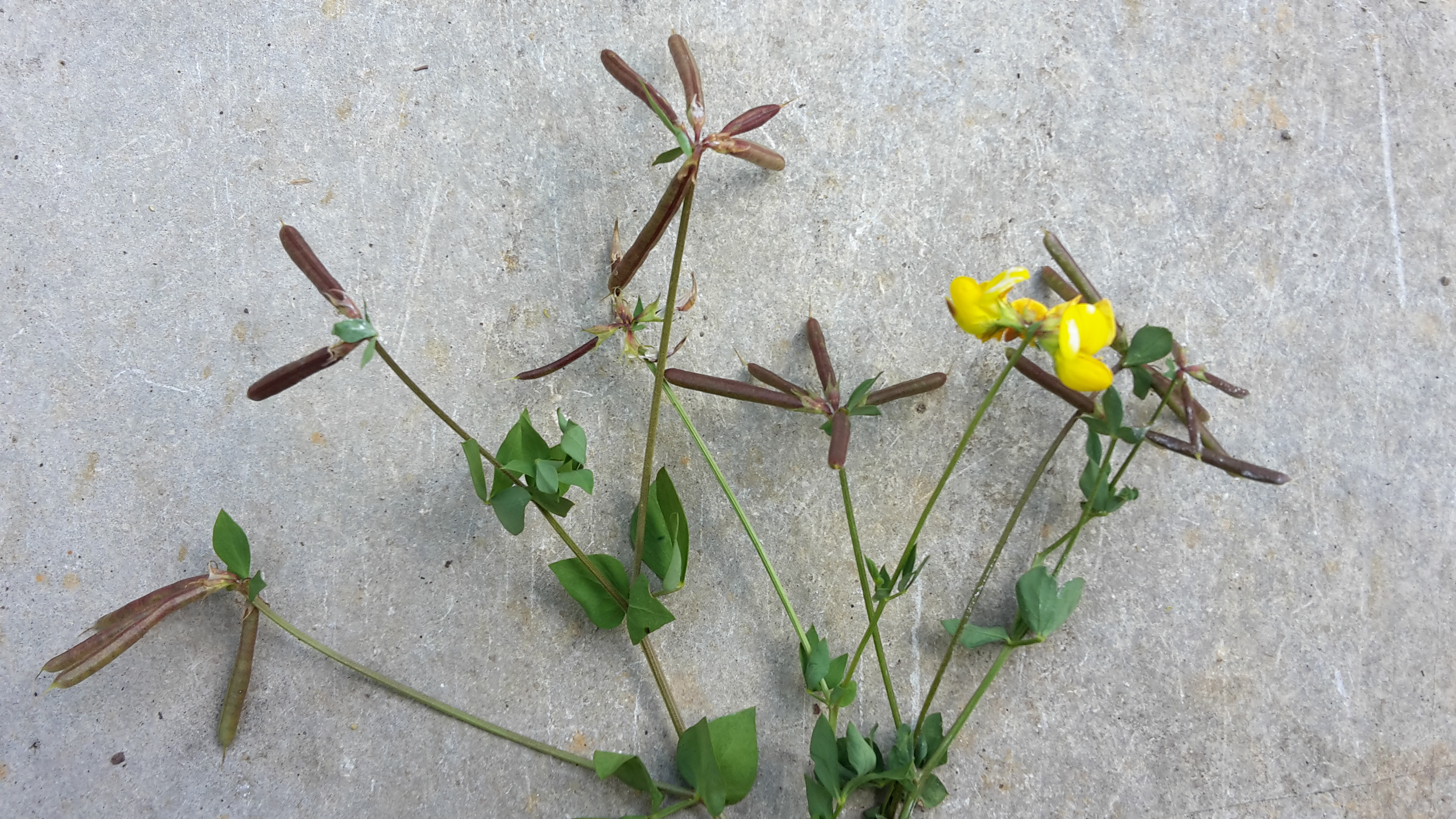
Fleurs et gousses